# Jim Zorn
Jim Zorn, pseudonimo di James Arthur Zorn (Whittier, 10 maggio 1953), è un ex giocatore di football americano e allenatore di football americano statunitense. Nel 1976 divenne il primo quarterback nella storia dei Seattle Seahawks, franchigia della National Football League (NFL).

## Carriera da giocatore

### Dallas Cowoboys
Al draft NFL 1975, Zorn non fu selezionato ma firmò come free agent coi Dallas Cowboys. Riuscì ad entrare nel roster effettivo della squadra ma fu in seguito svincolato per fare posto al running back Preston Pearson.

### Seattle Seahawks
Nel 1976, Zorn firmò coi Seattle Seahawks. Guidò il reparto dei quarterback della franchigia sin dalla loro prima stagione nella lega, nel corso della quale vinse il premio di rookie offensivo dell'anno della NFC e fu inserito nel Second-team All-Pro dall'Associated Press
Zorn è spesso associato al suo "bersaglio" preferito, il wide receiver membro della Pro Football Hall of Fame Steve Largent. Largent fu il primo Seahawk indotto nel Ring of Honor della squadra (nel 1989) e Zorn fu il secondo (nel 1991). Zorn fu l'MVP dei Seahawks lanciando per 12 touchdown e segnandone altri quattro su corsa. Le sue tre stagioni consecutive da 3.000 furono il massimo della storia della franchigia fino a quando tale record fu battuto da Matt Hasselbeck nel 2005 e fu il primo quarterback di Seattle a far registrare due partite consecutive da 300 yard, impresa riuscitagli 2 volte.
Nel 1983 Dave Krieg lo superò nel posto da titolare a metà stagione, la prima in cui i Seahawks centrarono i playoff. Zorn rimase come secondo quarterback della franchigia fino alla fine della stagione 1984. In totale giocò a Seattle 126 partite.

### Green Bay Packers
Con i Packers, Zorn giocò solamente una sola stagione nel 1985, disputando in totale 13 partite.

### Tampa Bay Buccaneers
Nel 1987, Jim passò ai Buccaneers disputandovi una sola partita prima del suo ritiro, avvenuto nello stesso anno.

## Carriera da allenatore

### Washington Redskins
Nel 2008 Jim Zorn fu nominato capo-allenatore dei Washington Redskins, concludendo la sua prima stagione con il record di otto vittorie e otto sconfitte. Nell'annata successiva chiuse con un bilancio negativo di quattro vittorie e dodici sconfitte, venendo esonerato per i cattivi risultati.

## Palmarès
- Second-team All-Pro: 1

1978
- PFWA All-Rookie Team - 1976
- Seattle Seahawks Ring of Honor
- 50 migliori giocatori del 50º anniversario dei Seahawks